# Auxarthron
Auxarthron — рід грибів родини Onygenaceae. Назва вперше опублікована 1963 року.